# Chincheros (Apurímac)
Chincheros es la capital de la provincia de Chincheros, Departamento de Apurímac situada en el sur-centro de Perú a 2,897 m s. n. m. en la vertiente oriental de la Cordillera de los Andes. Es conocido por sus climas variables y moderadas, lo natural de sus montañas, hermosos bosques, paisajismo natural, ríos y valles y unas diversidades de climas.
Provincia Chincheros está situado a orillas del río Chincheros, que es un afluente del valle del río Pampas.

## Clima
| Parámetros climáticos promedio de Chincheros (territorios entre 2500 - 3000 m s. n. m.). | Parámetros climáticos promedio de Chincheros (territorios entre 2500 - 3000 m s. n. m.). | Parámetros climáticos promedio de Chincheros (territorios entre 2500 - 3000 m s. n. m.). | Parámetros climáticos promedio de Chincheros (territorios entre 2500 - 3000 m s. n. m.). | Parámetros climáticos promedio de Chincheros (territorios entre 2500 - 3000 m s. n. m.). | Parámetros climáticos promedio de Chincheros (territorios entre 2500 - 3000 m s. n. m.). | Parámetros climáticos promedio de Chincheros (territorios entre 2500 - 3000 m s. n. m.). | Parámetros climáticos promedio de Chincheros (territorios entre 2500 - 3000 m s. n. m.). | Parámetros climáticos promedio de Chincheros (territorios entre 2500 - 3000 m s. n. m.). | Parámetros climáticos promedio de Chincheros (territorios entre 2500 - 3000 m s. n. m.). | Parámetros climáticos promedio de Chincheros (territorios entre 2500 - 3000 m s. n. m.). | Parámetros climáticos promedio de Chincheros (territorios entre 2500 - 3000 m s. n. m.). | Parámetros climáticos promedio de Chincheros (territorios entre 2500 - 3000 m s. n. m.). | Parámetros climáticos promedio de Chincheros (territorios entre 2500 - 3000 m s. n. m.). |
| Mes                                                                                      | Ene.                                                                                     | Feb.                                                                                     | Mar.                                                                                     | Abr.                                                                                     | May.                                                                                     | Jun.                                                                                     | Jul.                                                                                     | Ago.                                                                                     | Sep.                                                                                     | Oct.                                                                                     | Nov.                                                                                     | Dic.                                                                                     | Anual                                                                                    |
| ---------------------------------------------------------------------------------------- | ---------------------------------------------------------------------------------------- | ---------------------------------------------------------------------------------------- | ---------------------------------------------------------------------------------------- | ---------------------------------------------------------------------------------------- | ---------------------------------------------------------------------------------------- | ---------------------------------------------------------------------------------------- | ---------------------------------------------------------------------------------------- | ---------------------------------------------------------------------------------------- | ---------------------------------------------------------------------------------------- | ---------------------------------------------------------------------------------------- | ---------------------------------------------------------------------------------------- | ---------------------------------------------------------------------------------------- | ---------------------------------------------------------------------------------------- |
| Temp. máx. media (°C)                                                                    | 19.6                                                                                     | 19.4                                                                                     | 19.2                                                                                     | 20                                                                                       | 19.9                                                                                     | 19.2                                                                                     | 19                                                                                       | 19.9                                                                                     | 20.4                                                                                     | 21.6                                                                                     | 21.7                                                                                     | 20.4                                                                                     | 20                                                                                       |
| Temp. media (°C)                                                                         | 12.5                                                                                     | 12.5                                                                                     | 12.3                                                                                     | 12.4                                                                                     | 11.2                                                                                     | 9.9                                                                                      | 9.7                                                                                      | 10.4                                                                                     | 11.6                                                                                     | 12.6                                                                                     | 12.8                                                                                     | 12.6                                                                                     | 11.7                                                                                     |
| Temp. mín. media (°C)                                                                    | 5.5                                                                                      | 5.7                                                                                      | 5.5                                                                                      | 4.8                                                                                      | 2.6                                                                                      | 0.7                                                                                      | 0.4                                                                                      | 1                                                                                        | 2.9                                                                                      | 3.7                                                                                      | 4                                                                                        | 4.9                                                                                      | 3.5                                                                                      |
| Fuente n.º 1: Accuweather                                                                |                                                                                          |                                                                                          |                                                                                          |                                                                                          |                                                                                          |                                                                                          |                                                                                          |                                                                                          |                                                                                          |                                                                                          |                                                                                          |                                                                                          |                                                                                          |
| Fuente n.º 2: climate-data.org                                                           |                                                                                          |                                                                                          |                                                                                          |                                                                                          |                                                                                          |                                                                                          |                                                                                          |                                                                                          |                                                                                          |                                                                                          |                                                                                          |                                                                                          |                                                                                          |